# Michèle Laroque

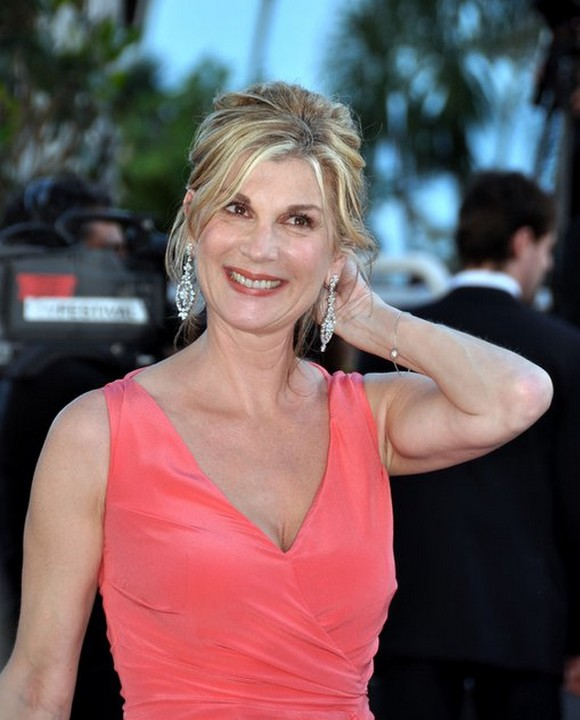
Laroque vid Filmfestivalen i Cannes 2011.

Michèle Laroque, född 15 juni 1960 i Nice, är en fransk skådespelare och komiker. Laroque har medverkat i nästan 60 filmer och TV-produktioner sedan 1988.